# 747絕地悍將
《最高危机》（英語：Executive Decision）是一部于1996年上映的美国動作電影，由斯图尔特·贝尔德執導，库尔特·拉塞尔、哈莉·贝瑞、大衛·蘇歇以及史蒂芬·席格等人主演。
此片故事敘述一群美國陸軍特種部隊，如何成功解救恐怖份子所挾持的飛機，參與拍攝的波音747曾於1982年在太平洋上空遭遇炸彈襲擊。

## 劇情
一架載滿400名乘客的波音747從希臘雅典起飛前往美國華盛頓首府的途中，被一群由阿拉伯人納吉·哈森帶領的恐怖份子挾持，要求美國政府釋放他們的首腦艾爾·沙耶·亞法，否則將在華盛頓上空引爆機上的毒氣彈，摧毀美國東岸超過四千萬條人命。
任職美國國防部的陸軍中校奧斯汀·崔維斯和國際犯罪研究專家大衛·格蘭特博士臨危受命，率領一批精良的特種部隊透過F-117夜鷹戰鬥攻擊機潛入客機解救人質，同行的成員有雷特上尉、擅長拆除炸彈的馬特尼中士、隱形戰鬥機的設計師丹尼斯·卡希爾等人。但在登機過程中，因為外面氣流的改變使通道的壓力失衡，造成戰鬥機爆裂墜毀，崔維斯當場墜落機外，馬特尼摔斷脊骨，不能動彈，潛入客機內的部隊人員就此和國防部斷了通訊。毫無實戰經驗的格蘭特只好擔負起了指揮的任務，率領部隊人員們小心翼翼地進行著偵察工作。
為了確保客機內機組人員和乘客的安全，國防部決定依照哈森的要求釋放亞法，希望能讓哈森回心轉意，但哈森的態度依然十分強硬，不肯讓步。時間己迫在眉睫，加上一直等不到格蘭特等人的消息，毫無勝算的國防部忍痛做下「致命決定」，派出美國海軍F-14戰鬥機升空攔截並摧毀客機。與此同時，格蘭特等人意外地發現一個驚人的事實——客機上裝設毒氣彈的事除了哈森和負責引爆的暗樁之外，其餘的恐怖份子全都不知情。至此格蘭特才恍然大悟，哈森其實是在玩「以伊斯蘭教報復美國」的花樣，他最終的目的就是要利用毒氣彈將整個美國東岸夷為平地，而釋放亞法的要求只是他用以掩飾的幌子。另一方面，馬特尼和卡希爾費了一番功夫找到了毒氣彈，但毒氣彈的設計精密到超乎想像，想阻止它爆炸簡直難如登天。於是格蘭特透過機尾燈來發出摩斯密碼，希望國防部再給他們一點時間，國防部長這時方知特種部隊確實已登機了，便停止摧毀客機的命令，不過客機卻也已飛越了能擊落的安全警戒線了。
馬特尼和卡希爾小心翼翼地阻止毒氣彈爆炸，而格蘭特則假扮成恐怖份子的一員進入機艙，利用空服員琴作為掩護，伺機除掉引爆的暗樁。當格蘭特發現暗樁的位置後，他奮不顧身的往暗樁身上撲去，兩人因此扭打成一團，而雷特等人則趁此機會進行攻堅，與恐怖份子發生槍戰。哈森一看情況不對，便趁機衝向上層的駕駛艙。經過一段時間的纏鬥後，格蘭特等人成功地阻止了毒氣彈的爆炸，並將哈森的同夥全數殲滅，但客機卻也因此破了一個大洞。哈森眼見事與願違，遂殺死了客機的正副駕駛，打算利用客機墜毀的方法來達到原本的目的，不過最後哈森被身受槍傷的雷特開槍射殺。格蘭特眼見客機的正副駕駛皆已死亡，只好充當駕駛，試圖穩住失控的客機，他靠著自己過去駕駛小型飛機的經驗和琴的協助，成功地讓客機安全降落。

## 演员和角色
- 库尔特·拉塞尔 飾演 大衛·格蘭特
- 史蒂芬·席格 飾演 陸軍中校 奧斯汀·崔維斯
- 哈莉·贝瑞 飾演 空服員 琴
- 詹姆斯·華許（英语：J.T. Walsh） 飾演 參議員 馬洛斯
- 約翰·雷格查莫 飾演 陸軍上尉 雷特
- 黃榮亮 飾演 陸軍中士 路易
- 奧利佛·普雷特 飾演 丹尼斯·卡希爾
- 喬·莫頓（英语：Joe Morton） 飾演 陸軍中士 「卡比」馬特尼
- 惠普·哈布列（英语：Whip Hubley） 飾演 陸軍中士 貝克
- 尼古拉斯·普萊爾（英语：Nicholas Pryor） 飾演 國務卿 傑克·道格拉斯
- 理查·李耶列（英语：Richard Riehle） 飾演 聯邦空警（英语：Federal Air Marshal Service） 喬治·艾德華
- 大衛·蘇歇 飾演 納吉·哈森
- 安德里亞·卡卓拉斯 飾演 巴比倫 艾爾·沙耶·亞法
- 玛勒·梅普尔斯 飾演 空服員 南西